# Buwajsar Sajtijew
Buwajsar Chamidowicz Sajtijew (ros. Бувайсар Хамидович Сайтиев; ur. 11 marca 1975 w Chasawiurcie, zm. 2 marca 2025 w Moskwie) – rosyjski zapaśnik stylu wolnego, z pochodzenia Czeczen, trzykrotny mistrz olimpijski w kategorii do 74 kg. Po ukończeniu szkoły średniej przeniósł się do Krasnojarska, gdzie trenował w jednej z najlepszych zapaśniczych szkół w Rosji.
Był absolwentem Uniwersytetu prawa i zarządzania przedsiębiorstwem. Sprawował funkcje kapitana reprezentacji Rosji w zapasach, oraz członka Rady Wychowania Fizycznego i Sportu przy prezydencie Rosyjskiej Federacji.
W latach 2016–2021 sprawował mandat deputowanego do Dumy Państwowej VII kadencji.
Był starszym bratem mistrza olimpijskiego Adama Sajtijewa.

## Kariera
- W 1995 roku, po raz pierwszy wygrał na Mistrzostwach Świata, następnie powtórzył ten sukces jeszcze pięć razy (w 1997, 1998, 2001, 2003 i 2004). W 2006 zajął 8. miejsce.
- Mistrzostwa Europy wygrywał w latach 1996, 1997, 1998, 2000, 2001 i 2006.
- W 1996 roku zwyciężył na Letnich Igrzyskach Olimpijskich w Atlancie.
- W roku 2000 na igrzyskach w Sydney zajął 8. miejsce, po przegranej z Amerykaninem Brandonem Slayem.
- W 2004 roku wygrał wszystkie pojedynki i został mistrzem olimpijskim w Atenach.
- W roku 2008 po raz trzeci zdobył złoty medal na Igrzyskach Olimpijskich w Pekinie.
- Trzeci w Pucharze Świata w 1994 i pierwszy w drużynie w 2008.
- Mistrz Igrzysk Wojskowych w 1999.
- Sajtijew pięć razy został uznany najlepszym zapaśnikiem na świecie w stylu wolnym (1996, 1997, 1998, 2003, 2005).
- Mistrz Rosji w 2000, 2003, 2004 i 2008, wicemistrz w 2002 roku.
- Złoty medal na Igrzyskach Dobrej Woli w 1998.
- Został odznaczony Orderem Przyjaźni i honorowym znakiem Za zasługi w rozwoju kultury fizycznej i sportu. Laureat National Sports Award w nominacji Za wolę zwycięstwa.